# La fiesta del no
La fiesta del No!!! es un disco-casete musical de Florcita Motuda, hecho en apoyo a la opción "No" en el plebiscito nacional de Chile de 1988. Este casete incluye una versión cantada de «El Danubio azul» de Johann Strauss, titulada «El vals imperial del No», cual era una de las canciones más difundidas en los meses previos a dicho plebiscito, tanto que las fuerzas militares fueron prohibidas de tocar la melodía en sus bodas.

## Lista de canciones[3]
| N.º | Título                                                                | Duración |  |
| 1.  | «El vals imperial del NO»                                             | 3:33     |  |
| 2.  | «Añoranzas nostálgicas del plebiscito del ’80» (Canción costumbrista) | 3:40     |  |
| 3.  | «¿Y qué pasó con las bicicletas?» (Te volaste, loco)                  | 3:18     |  |
| 4.  | «Chile te quiero» (¿Por qué NO…?)                                     | 2:55     |  |
| 5.  | «El vals imperial del NO»                                             | 3:33     |  |
| 6.  | «Nadie lo puede ver, nadie lo quiere recibir»                         | 3:55     |  |
| 7.  | «Somos malos, malos los políticos!!!» (Perestroika para tí)           | 2:15     |  |
| 8.  | «Es conveniente que lo sepas»                                         | 3:18     |  |